# Chapelle Saint-Nicolas de Gausson
La chapelle Saint-Nicolas est un édifice situé à Gausson, en France.

## Localisation
La chapelle est située sur le territoire de la commune de Gausson, dans le département  des Côtes-d'Armor, en région Bretagne.

## Description
La chapelle abrite une statue de Sainte-Blanche, en bois peint du XVIIe siècle, classée monument historique.

## Historique
Elle est inscrite au titre des monuments historiques par arrêté du 6 février 1926.

## Galerie

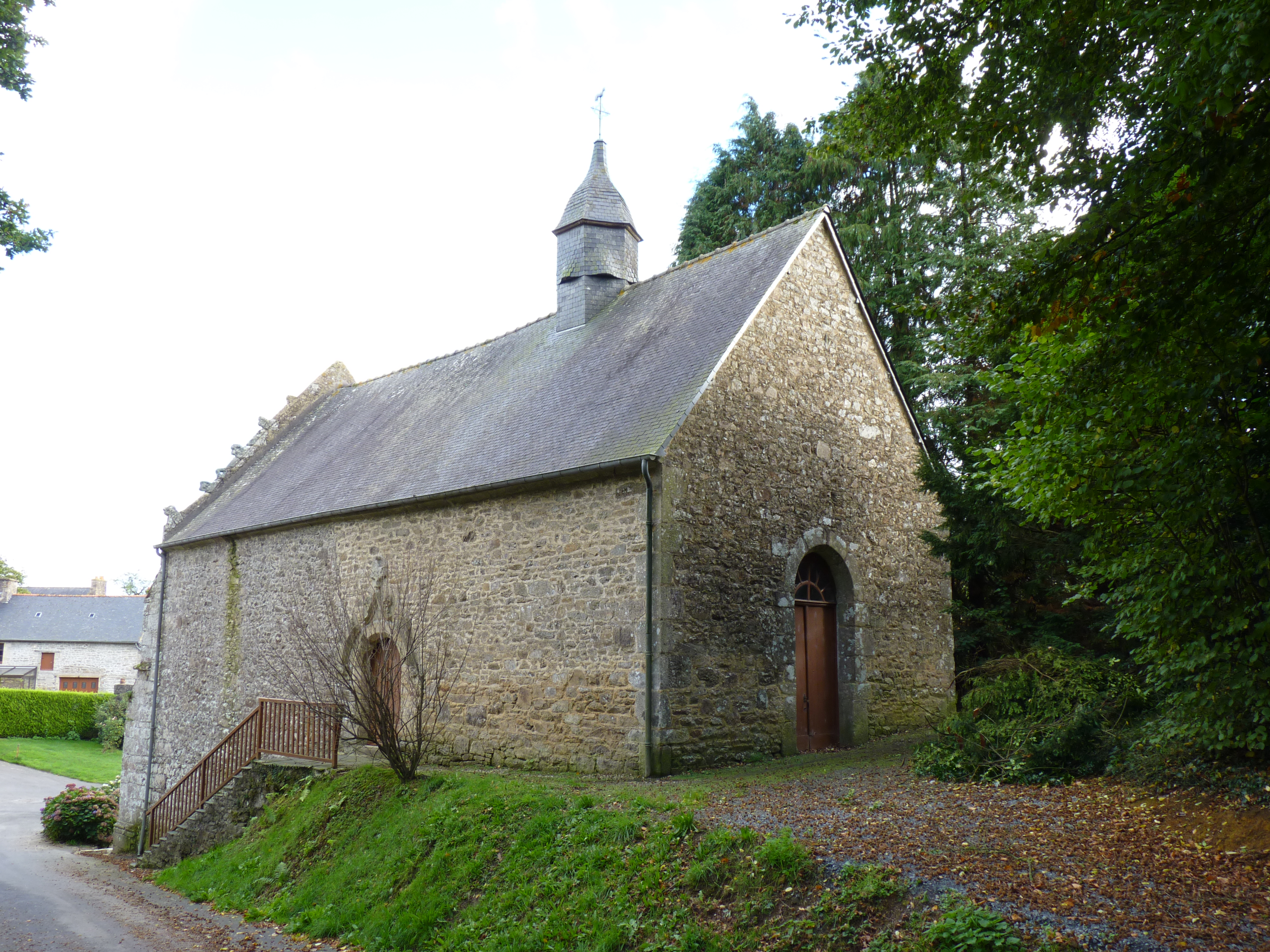
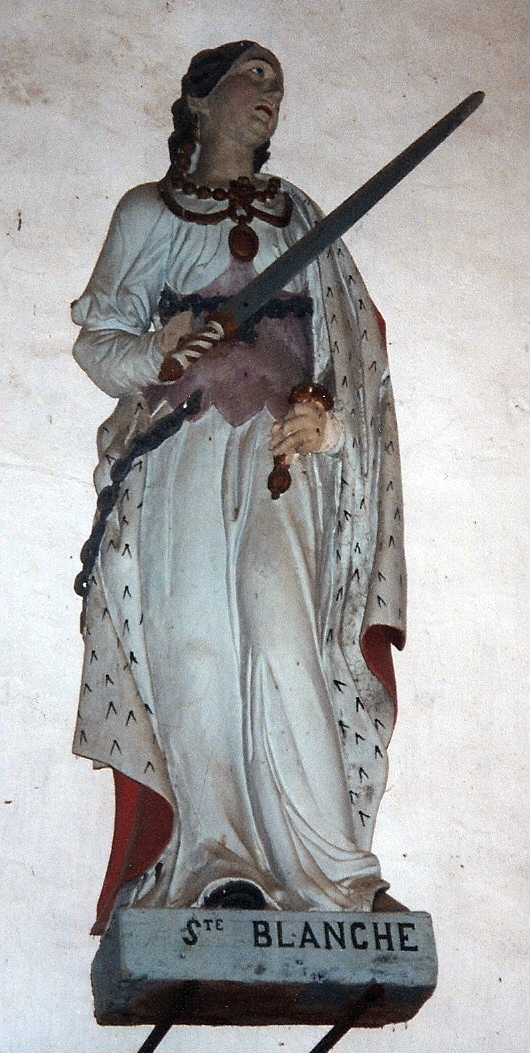
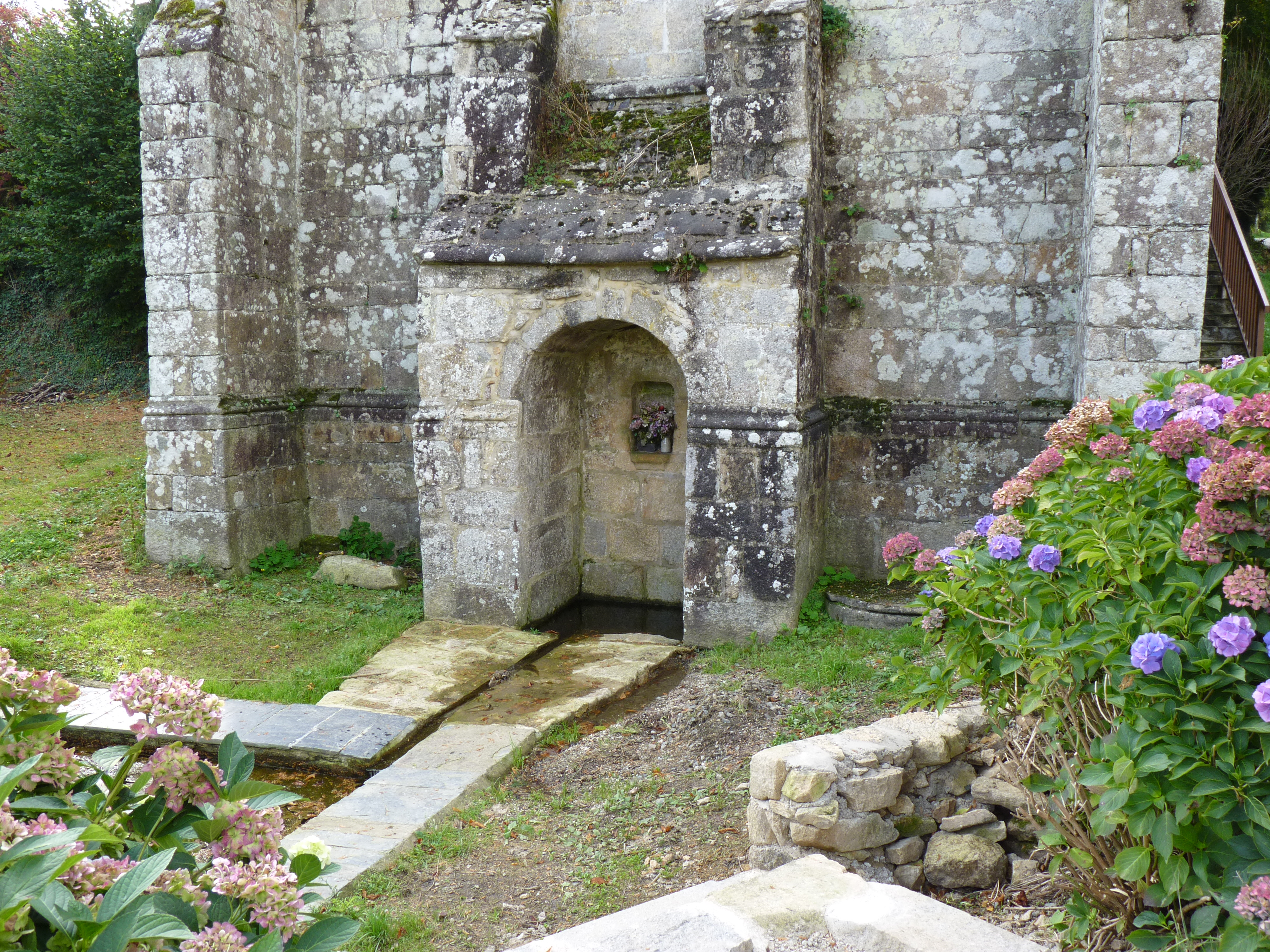
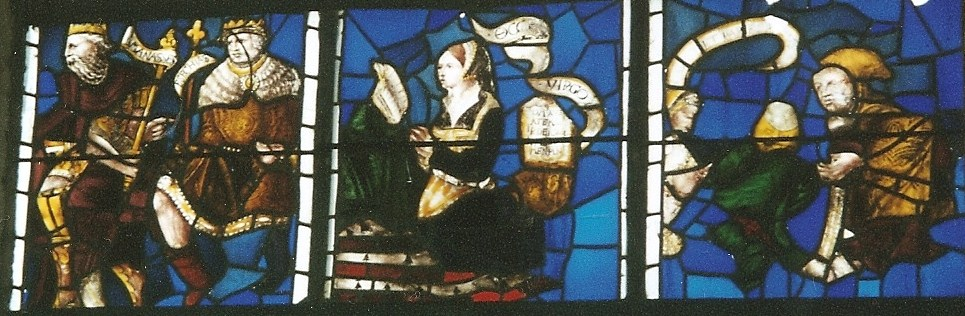